# Piece of Mind (Iron Maiden)
Piece of Mind is een album van de Britse heavymetalband Iron Maiden uit 1983. Het was het eerste album opgenomen met drummer Nicko McBrain. Het album werd tijdens de opnamen "Food for Thought" genoemd, maar kort voor dat het uitgebracht werd koos de band voor de meer subtiele titel "Piece of Mind".

## Tracklist
1. "Where Eagles Dare" (Harris)
2. "Revelations" (Dickinson)
3. "Flight of Icarus" (Smith, Dickinson)
4. "Die With Your Boots On" (Smith, Dickinson, Harris)
5. "The Trooper" (Harris)
6. "Still Life" (Murray, Harris)
7. "Quest For Fire" (Harris)
8. "Sun And Steel" (Dickinson, Smith)
9. "To Tame A Land" (Harris)

## Bandleden
- Steve Harris - Basgitaar
- Bruce Dickinson - Zang
- Adrian Smith - Gitaar
- Dave Murray - Gitaar
- Nicko McBrain - Drums

## Singles
- Flight of Icarus (11 april 1983)
- The Trooper (20 juni 1983)

## Covers
Het album is door Maiden uniteD in zijn geheel als akoestisch album uitgebracht als Mind the Acoustic Pieces
Verschillende nummers van dit album zijn door andere bands gecoverd:
- Where Eagles Dare - door drie bands: Fozzy[2], Týr en de  christelijke metalband Deliverance op het album Hear What I Say! uit 2013.
- To Tame a Land - door Dream Theater als bonusnummer op het album Black Clouds & Silver Linings.